# Jean de Mayol de Lupé
Jean de Mayol de Lupé (ur. 21 stycznia 1873 r. w Paryżu, zm. 28 czerwca 1955 r. w Versailles) – francuski duchowny katolicki, kapelan wojskowy w armii francuskiej, a następnie w Legionie Ochotników Francuskich przeciw Bolszewizmowi walczącym w czasie II wojny światowej po stronie III Rzeszy z Armią Czerwoną.

## Życiorys
W latach 1914–1927 służył w różnych jednostkach wojskowych francuskiej armii jako kapelan.
W czasie II wojny światowej po zajęciu Francji przez III Rzeszę został głównym kapelanem wojskowym Legionu Ochotników Francuskich przeciw Bolszewizmowi (fr. Légion des volontaires français contre le bolchevisme – LVF). W związku z problemami dotyczącymi złożenia przez Francuzów przysięgi na wierność Adolfowi Hitlerowi zorganizował 5 października 1941 r. masową polową mszę świętą, podczas której skłonił żołnierzy do podejmowania służby wojskowej po stronie III Rzeszy. Odprawiane msze często kończył zawołaniem: Heil Hitler. Przeszedł wraz z LVF cały szlak bojowy, pomimo zaawansowanego wieku (w 1944 r. miał 71 lat). Miał stopień SS-Obersturmbannführera (odpowiednik podpułkownika). W 1942 r. został odznaczony Żelaznym Krzyżem.
Po zakończeniu wojny powrócił do Francji, gdzie w 1947 r. został aresztowany i skazany na karę 15 lat więzienia. Jednakże w 1951 r. wyszedł na wolność. Zmarł w 1955 r. w Versailles, przebywając w zakonie.